# Noria de les Paretetes (Énova)
La Noria de les Paretetes es una noria de sangre (o de tracción animal), que se encuentra ubicada en la partida de les Paretetes (de ahí su nombre), que se localiza al sudeste del municipio de Énova, en la Ribera Alta de Valencia.
Está catalogada como Bien Inmueble de Etnología por la Dirección General de Patrimonio Cultural de la Generalidad Valenciana.
Se trata de un elemento hidráulico utilizado para la explotación de un pozo que daba acceso al nivel freático, a unos escasos metros. Presenta paredes interiores  reforzadas con la técnica de construcción de piedra seca, pese a que en intervenciones posteriores se procedió a darle un recubrimiento con mortero de hormigón.
Como toda noria de sangre tenía unas serie de elementos metálicos de tracción animal, que se situaban encima del pozo y que servían para  elevar el agua para el riego de las huertas cercanas. Estos elementos consistían en dos ruedas: una horizontal, que era accionada mediante el uso de una caballería, y que engranaba en la vertical. De esta colgaba una maroma en la que se disponían los cangilones en los cuales se acumulaba el caudal extraído. Del antiguo mecanismo se conservan los anclajes utilizados para afianzarlo al pozo. Se utilizaba una caballo, asno, mula o similar para accionar el artefacto, animal que  giraba alrededor de un rodal de 9,30 metros de diámetro por 2,90 metros de altura, realizado con sillería.
Pueden distinguirse las siguientes partes:
1. Rampa de acceso
2. Plataforma rotatoria elevada
3. Pozo con restos metálicos de la vieja noria.

La noria lleva en desuso un considerable tiempo (dejó de funcionar hace unos 50 años) pero pese a ello no presenta signos de degradación, por lo que su estado de conservación es adecuado.